# Daniel Kimaiyo
Daniel Kimaiyo (* 11. Januar 1948) ist ein ehemaliger kenianischer Hürdenläufer, der sich auf die 400-Meter-Distanz spezialisiert hatte.
1978 gewann er zunächst bei den Panafrikanischen Spielen in Algier. Danach siegte er bei den Commonwealth Games in Edmonton sowohl über 400 m Hürden, wobei er im Halbfinale seine persönliche Bestzeit von 49,20 s aufstellte, wie auch in der 4-mal-400-Meter-Staffel, in der kenianischen Mannschaft zusammen mit Washington Njiri, William Koskei und Joel Ngetich.
1979 in Dakar wurde er der erste Afrikameister in seiner Disziplin. Im selben Jahr wurde er Siebter beim Leichtathletik-Weltcup in Montreal.